# Remoulins

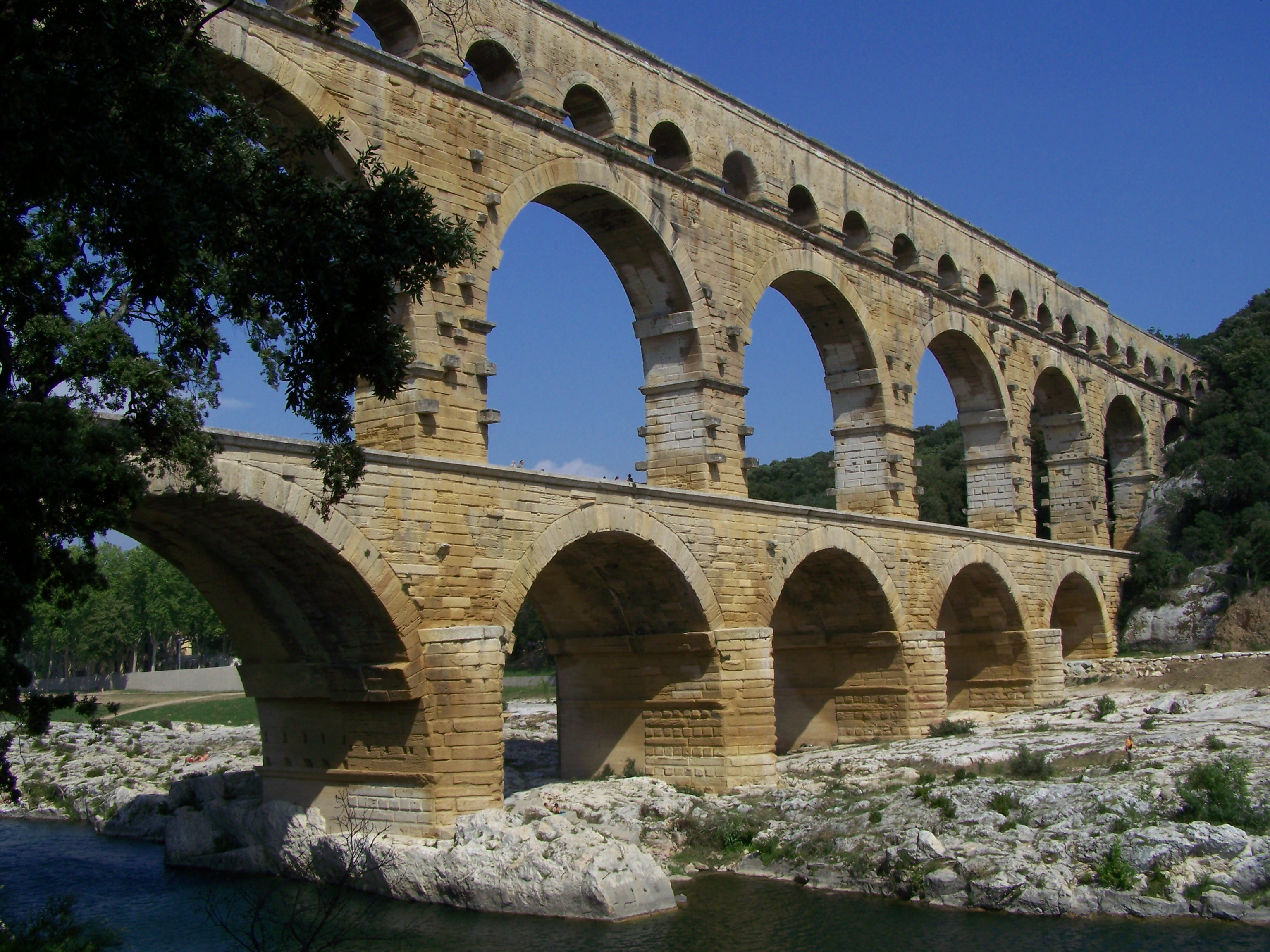
Pont du Gard.

Aqueduc de Nîmes.

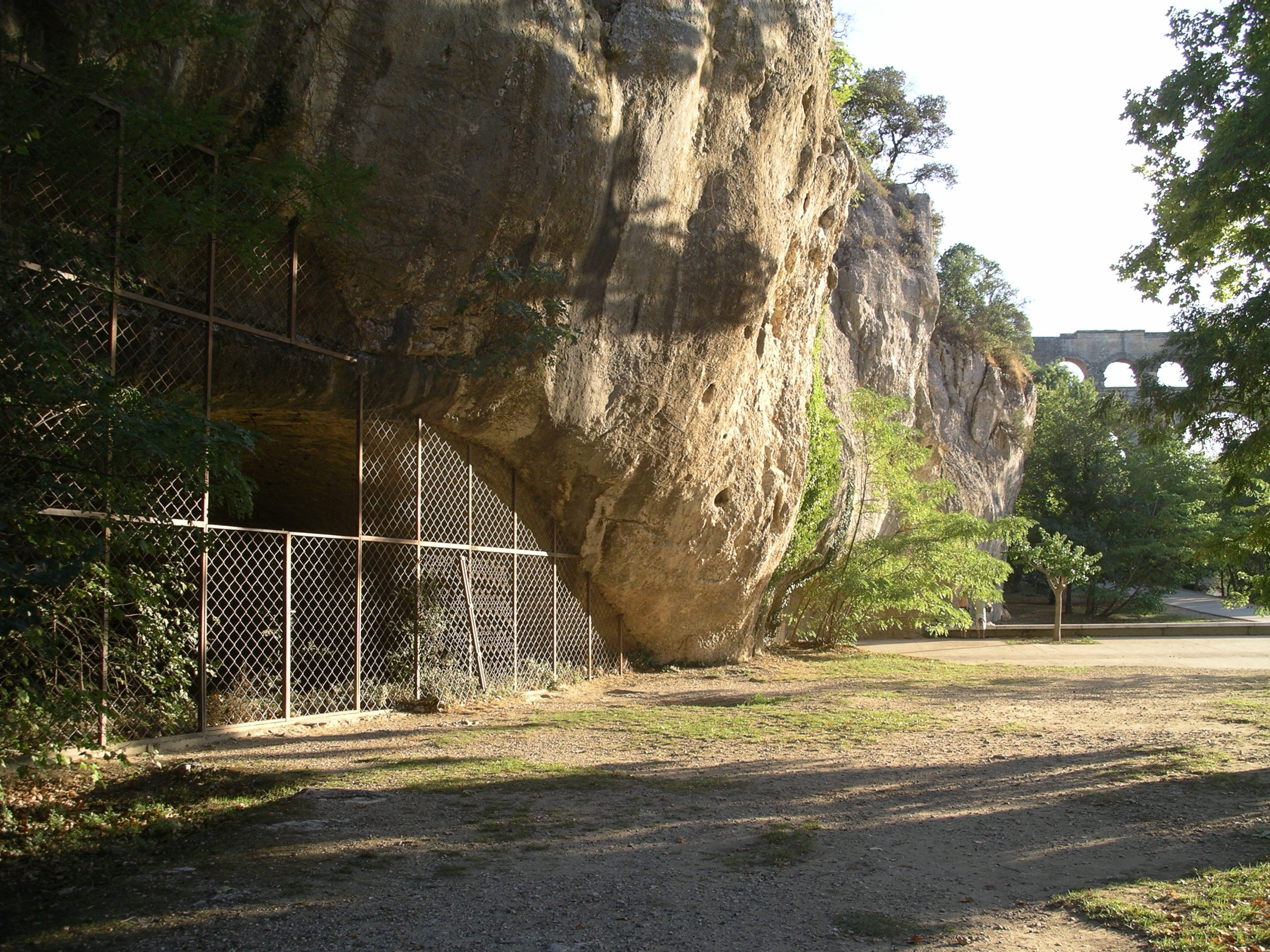
Grotte de la Salpêtrière, à proximité du pont du Gard.

Remoulins [ʁəmulɛ̃], en occitan Remolins (qui veut dire « Tourbillons »), est une commune française située dans l'est du département du Gard, en région Occitanie. Elle se situe à 21 km de Nîmes par la RN86 (24 km par l'autoroute A9) et à 20 km d'Avignon par la départementale D6100. Ses habitants se nomment les Remoulinois. C'était aussi la capitale de la cerise jusqu'aux inondations de 2002 où beaucoup de terres de cerisiers ont été dévastées.
Exposée à un climat méditerranéen, elle est drainée par le Gard, le canal d'irrigation de Remoulins à Tarascon, la Valliguière et par divers autres petits cours d'eau. Incluse dans les gorges du Gardon, la commune possède un patrimoine naturel et architectural remarquable avec deux sites Natura 2000 («le Gardon et ses gorges» et les «gorges du Gardon»), trois ZNIEFF, et notamment l'aqueduc de Remoulins et l'aqueduc de Nîmes.

## Géographie

### Localisation
La commune, traversée par le Gardon ou Gard, est située à 22 km d'Avignon et à 34 km d'Orange. Plus en amont sur la commune de Vers-Pont-du-Gard, l'aqueduc romain de Nîmes franchit la rivière sur le Pont du Gard. Le Gardon a découpé sa vallée dans le massif calcaire urgonien. Remoulins est située dans une région de climat méditerranéen, relativement chaud et humide, la pluviométrie étant importante d'octobre à novembre.
Le territoire de la commune est limitrophe de ceux de six communes :
|                      | Castillon-du-Gard | Saint-Hilaire-d'Ozilhan |
| Vers-Pont-du-Gard    | Remoulins         | Fournès                 |
| Saint-Bonnet-du-Gard | Sernhac           |                         |

### Hydrographie
Le territoire de la commune est situé dans le Bassin Rhône-Méditerranée-Corse.
La commune est traversée par le Gardon, cours d'eau naturel non navigable de 127,6 km, qui prend sa source dans la commune de Saint-Martin-de-Lansuscle et se jette dans le Rhône au niveau de la commune de Vallabrègues.
La crue du 16 octobre 1907 a atteint la cote 7,50 m, soit 23,89 NGF. La crue centennale de 2002 a été fixée au niveau 24,80 NGF, soit la côte de 8,40 m avec un débit estimé entre 5000 et 7 000 m3/s. Le Gardon était franchi à Remoulins par un bac jusqu'à la construction du premier pont suspendu en 1830 par l'ingénieur Marc Seguin, auteur, notamment, de nombreux ponts suspendus sur le Rhône dans la même période. Les piles, colonnes cannelées et guérites d'entrées de cet ancien pont de style néoclassique sont inscrites à la liste des monuments historiques.

### Climat
Pour des articles plus généraux, voir Climat de l'Occitanie et Climat du Gard.
En 2010, le climat de la commune est de type climat méditerranéen franc, selon une étude s'appuyant sur une série de données couvrant la période 1971-2000. En 2020, Météo-France publie une typologie des climats de la France métropolitaine dans laquelle la commune est exposée à un climat méditerranéen et est dans la région climatique Provence, Languedoc-Roussillon, caractérisée par une pluviométrie faible en été, un très bon ensoleillement (2 600 h/an), un été chaud (21,5 °C), un air très sec en été, sec en toutes saisons, des vents forts (fréquence de 40 à 50 % de vents > 5 m/s) et peu de brouillards.
Pour la période 1971-2000, la température annuelle moyenne est de 14,3 °C, avec une amplitude thermique annuelle de 17,7 °C. Le cumul annuel moyen de précipitations est de 738 mm, avec 5,9 jours de précipitations en janvier et 2,8 jours en juillet. Pour la période 1991-2020, la température moyenne annuelle observée sur la station météorologique la plus proche, située sur la commune d'Uzès à 14 km à vol d'oiseau, est de 14,5 °C et le cumul annuel moyen de précipitations est de 809,4 mm,. Pour l'avenir, les paramètres climatiques de la commune estimés pour 2050 selon différents scénarios d'émission de gaz à effet de serre sont consultables sur un site dédié publié par Météo-France en novembre 2022.

### Milieux naturels et biodiversité

#### Espaces protégés
La protection réglementaire est le mode d’intervention le plus fort pour préserver des espaces naturels remarquables et leur biodiversité associée,.
La commune fait également partie des gorges du Gardon, un territoire  reconnu réserve de biosphère par l'UNESCO en 2015 pour l'importante biodiversité qui la caractérise, mariant garrigues, plaines agricoles et yeuseraies,.

#### Réseau Natura 2000

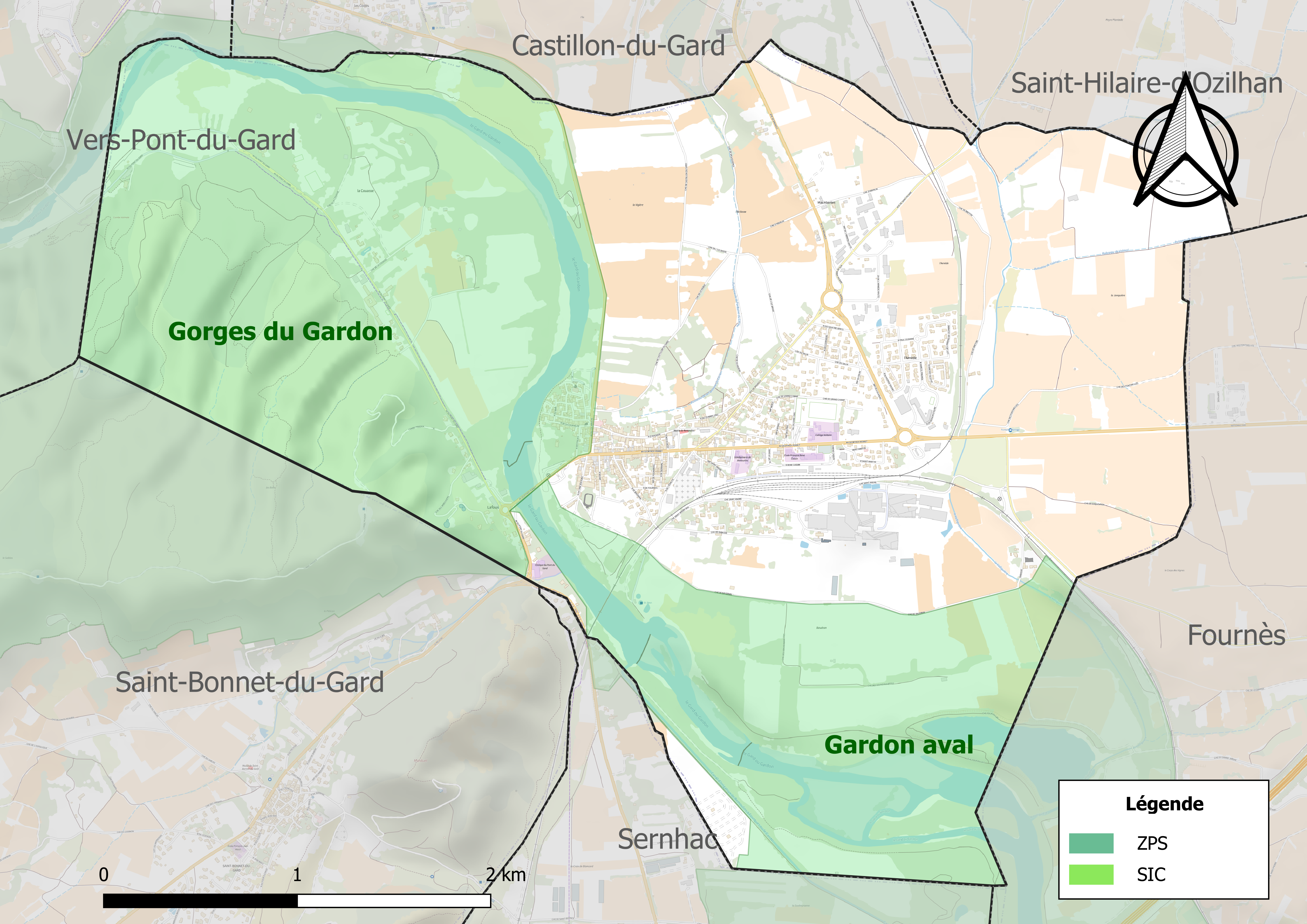
Site Natura 2000 sur le territoire communal.

Le réseau Natura 2000 est un réseau écologique européen de sites naturels d'intérêt écologique élaboré à partir des directives habitats et oiseaux, constitué de zones spéciales de conservation (ZSC) et de zones de protection spéciale (ZPS).
Un site Natura 2000 a été défini sur la commune au titre de la directive habitats :
- « le Gardon et ses gorges », d'une superficie de 7 009 ha, présentant une importante diversité des habitats et des espèces. Les nombreuses grottes permettent d'accueillir une bonne diversité de Chiroptères. Dans les gorges, se trouvent des formations de Chênes verts peu perturbées avec des espèces particulièrement rares (Cyclamen des Baléares)[14]

et un au titre de la directive oiseaux : 
- les « gorges du Gardon », d'une superficie de 7 024 ha, abritant trois espèces de rapaces remarquables, l'Aigle de Bonelli, le Circaète Jean-le-Blanc et le Vautour percnoptère[15].

#### Zones naturelles d'intérêt écologique, faunistique et floristique
L’inventaire des zones naturelles d'intérêt écologique, faunistique et floristique (ZNIEFF) a pour objectif de réaliser une couverture des zones les plus intéressantes sur le plan écologique, essentiellement dans la perspective d’améliorer la connaissance du patrimoine naturel national et de fournir aux différents décideurs un outil d’aide à la prise en compte de l’environnement dans l’aménagement du territoire.
Deux ZNIEFF de type 1 sont recensées sur la commune :
le « Gardon aval » (1 106 ha), couvrant 6 communes du département, et 
les « gorges du Gardon » (5 231 ha), couvrant 10 communes du département
et une ZNIEFF de type 2, : 
le « plateau Saint-Nicolas » (15 838 ha), couvrant 16 communes du département.

Carte des ZNIEFF de type 1 et 2 à Remoulins.
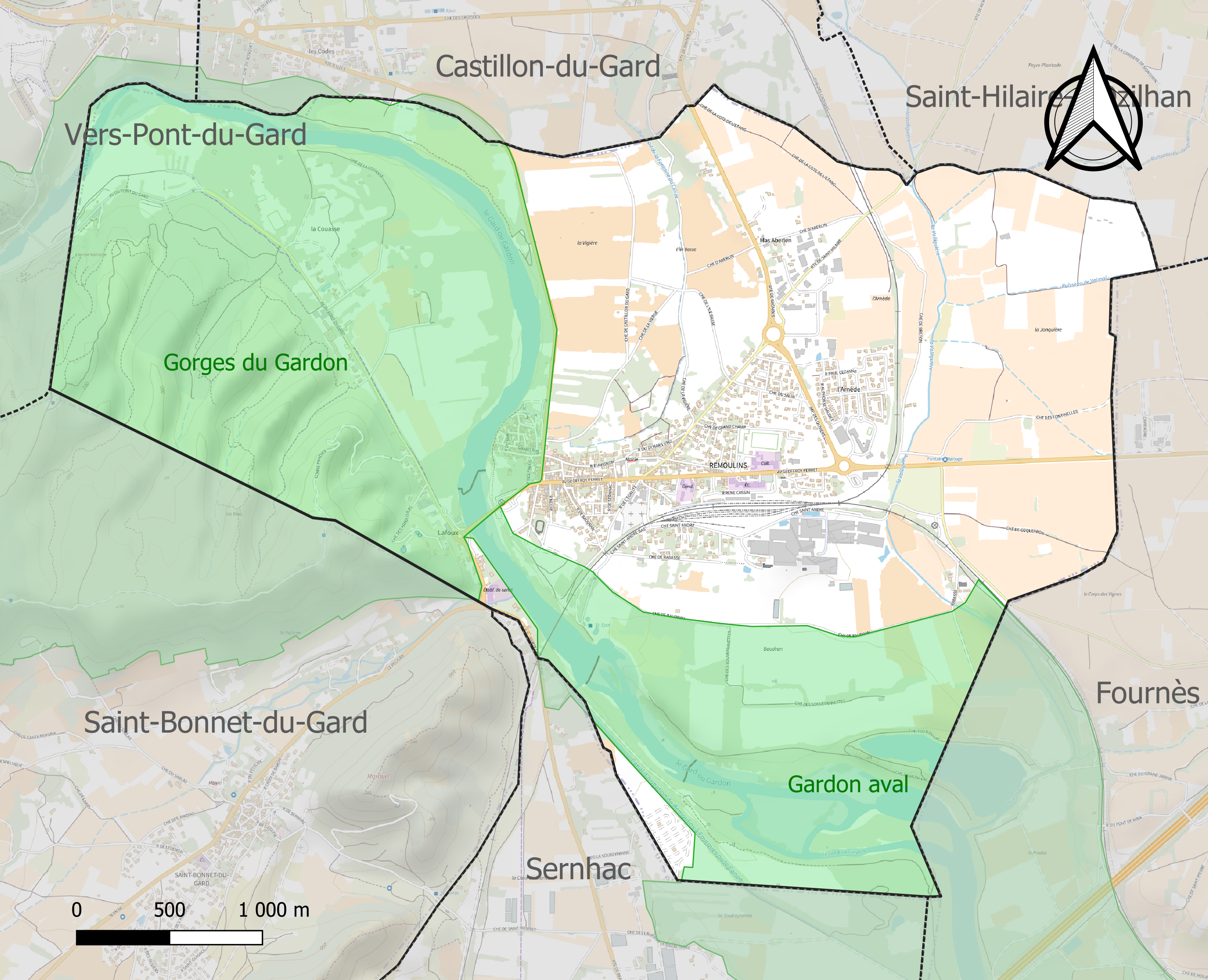
Carte des ZNIEFF de type 1 sur la commune.
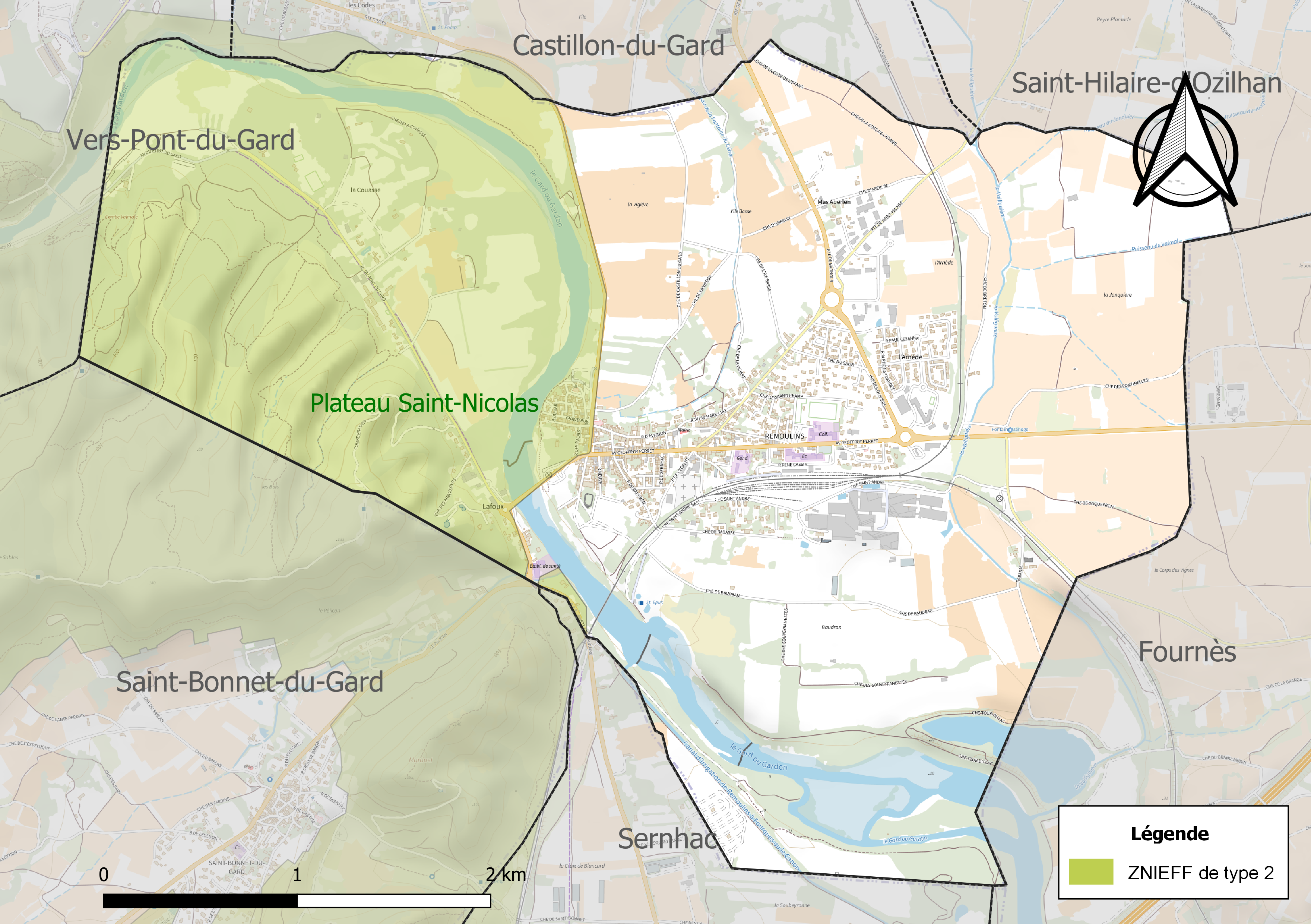
Carte de la ZNIEFF de type 2 sur la commune.

## Urbanisme

### Typologie
Au 1er janvier 2024, Remoulins est catégorisée bourg rural, selon la nouvelle grille communale de densité à sept niveaux définie par l'Insee en 2022.
Elle appartient à l'unité urbaine de Montfrin, une agglomération intra-départementale regroupant six  communes, dont elle est ville-centre,,. Par ailleurs la commune fait partie de l'aire d'attraction de Nîmes, dont elle est une commune de la couronne,. Cette aire, qui regroupe 92 communes, est catégorisée dans les aires de 200 000 à moins de 700 000 habitants,.

### Occupation des sols
L'occupation des sols de la commune, telle qu'elle ressort de la base de données européenne d’occupation biophysique des sols Corine Land Cover (CLC), est marquée par l'importance des territoires agricoles (61,4 % en 2018), en diminution par rapport à 1990 (62,2 %). La répartition détaillée en 2018 est la suivante : 
cultures permanentes (34,9 %), zones agricoles hétérogènes (26,5 %), forêts (18 %), zones urbanisées (16,6 %), eaux continentales (3,7 %), milieux à végétation arbustive et/ou herbacée (0,2 %). L'évolution de l’occupation des sols de la commune et de ses infrastructures peut être observée sur les différentes représentations cartographiques du territoire : la carte de Cassini (XVIIIe siècle), la carte d'état-major (1820-1866) et les cartes ou photos aériennes de l'IGN pour la période actuelle (1950 à aujourd'hui).

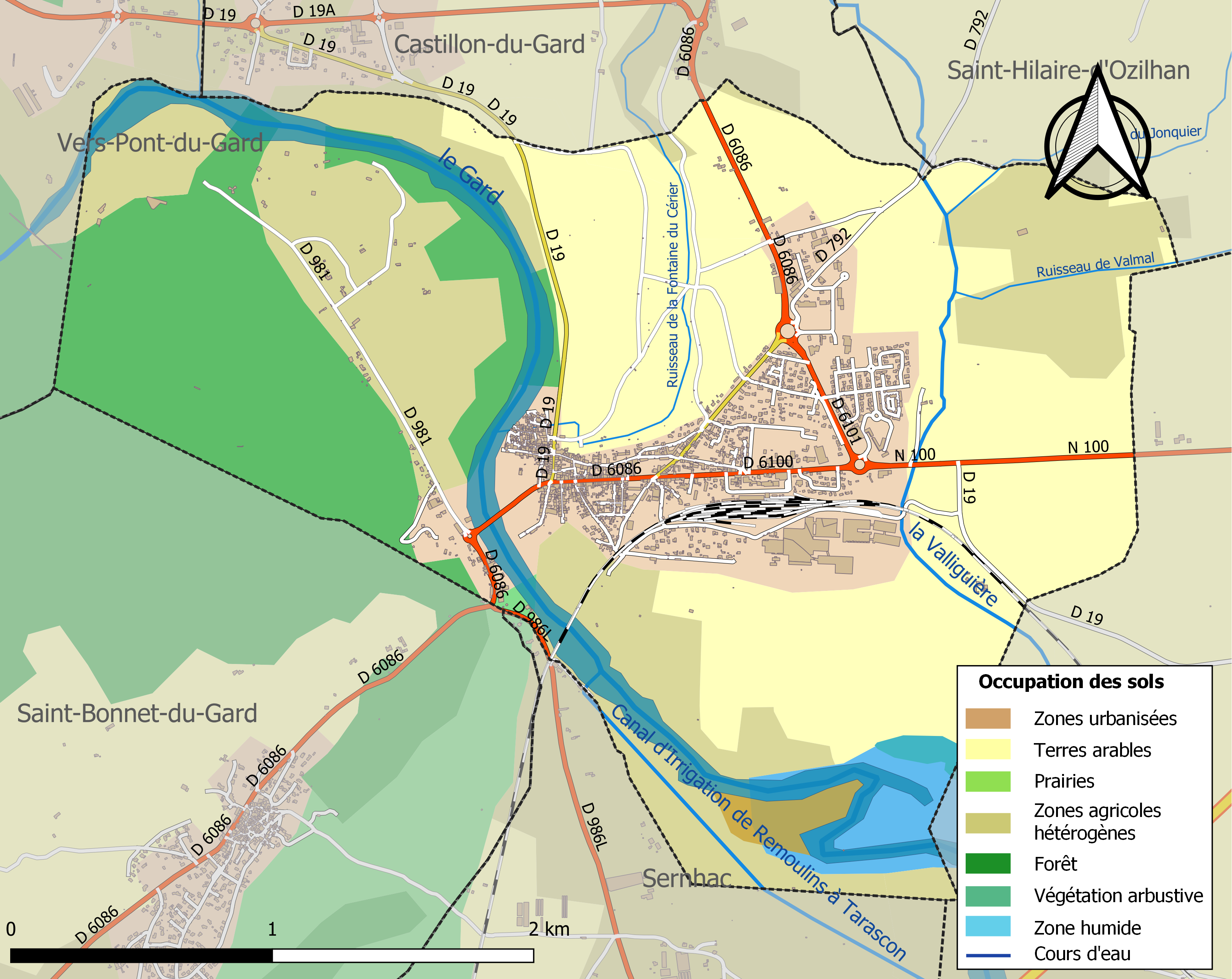
Carte des infrastructures et de l'occupation des sols de la commune en 2018 (CLC).

### Morphologie urbaine
Remoulins est divisé en zones. Le centre ancien avec ses maisons de village en pierres à proximité immédiate de la rivière. Les Lotissements récents de la zone de l'Arnède près des fosses de Fournès et de la Garrigue et enfin l'avenue du Pont du Gard proche du Pont du Gard, de la garrigue avec un habitat plus divisé et des maisons anciennes avec de grands jardins. L'urbanisation de cette avenue est limité grâce à la zone inondable interdisant toute construction supplémentaire ce qui en fait un quartier très calme.

### Risques majeurs
Le territoire de la commune de Remoulins est vulnérable à différents aléas naturels : météorologiques (tempête, orage, neige, grand froid, canicule ou sécheresse), inondations, feux de forêts et séisme (sismicité modérée). Il est également exposé à trois risques technologiques, le transport de matières dangereuses et  le risque industriel et la rupture d'un barrage. Un site publié par le BRGM permet d'évaluer simplement et rapidement les risques d'un bien localisé soit par son adresse soit par le numéro de sa parcelle.

#### Risques naturels
Certaines parties du territoire communal sont susceptibles d’être affectées par le risque d’inondation par débordement de cours d'eau et par une crue torrentielle ou à montée rapide de cours d'eau, notamment le Gard, le canal d'irrigation de Remoulins à Tarascon et la Valliguière. La commune a été reconnue en état de catastrophe naturelle au titre des dommages causés par les inondations et coulées de boue survenues en 1982, 1987, 1988, 1990, 1994, 1995, 2002, 2005 et 2014,.

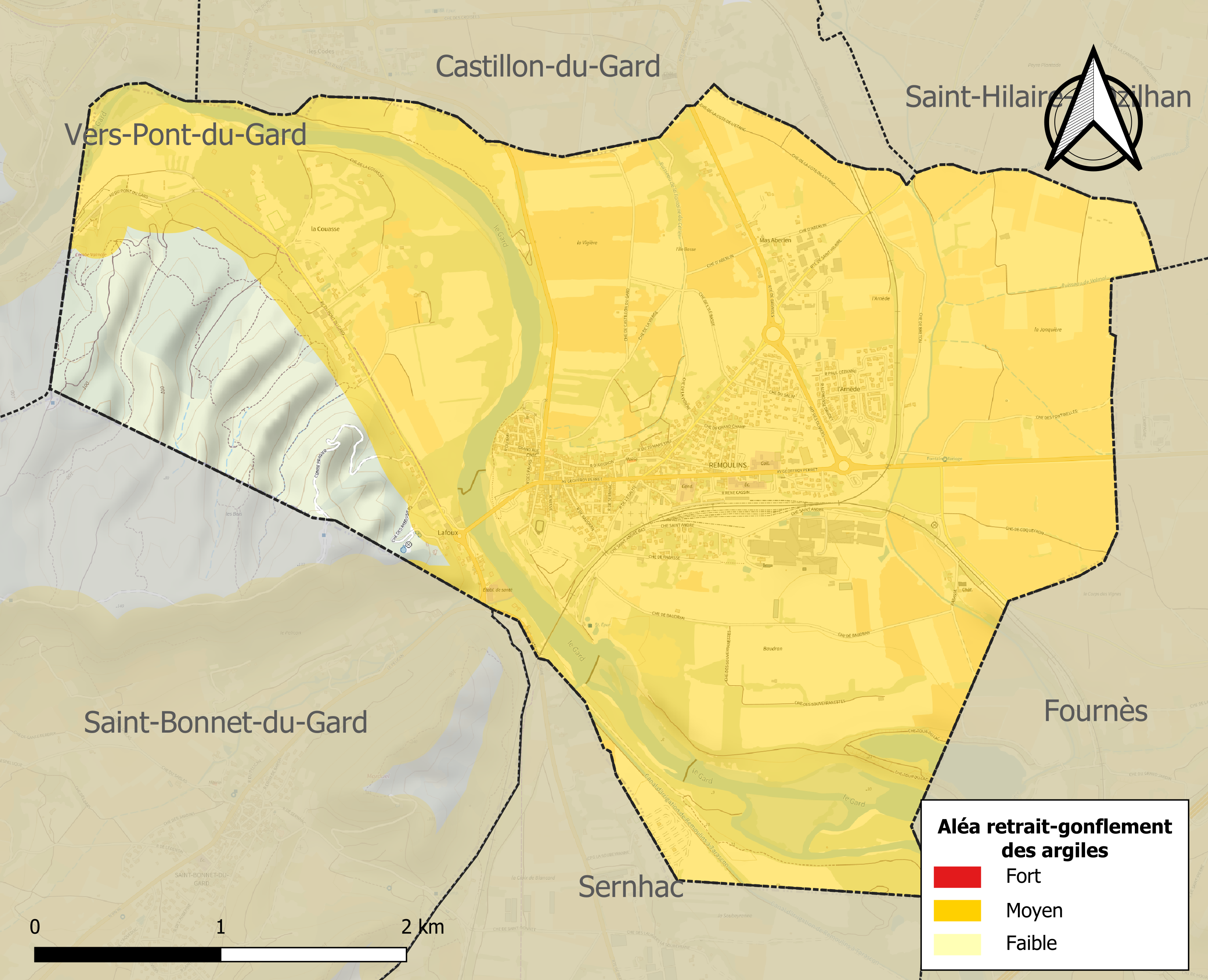
Carte des zones d'aléa retrait-gonflement des sols argileux de Remoulins.

Le retrait-gonflement des sols argileux est susceptible d'engendrer des dommages importants aux bâtiments en cas d’alternance de périodes de sécheresse et de pluie. 88,8 % de la superficie communale est en aléa moyen ou fort (67,5 % au niveau départemental et 48,5 % au niveau national). Sur les 791 bâtiments dénombrés sur la commune en 2019, 789 sont en aléa moyen ou fort, soit 100 %, à comparer aux 90 % au niveau départemental et 54 % au niveau national. Une cartographie de l'exposition du territoire national au retrait gonflement des sols argileux est disponible sur le site du BRGM,.
Par ailleurs, afin de mieux appréhender le risque d’affaissement de terrain, l'inventaire national des cavités souterraines permet de localiser celles situées sur la commune.

#### Risques technologiques
La commune est exposée au risque industriel du fait de la présence sur son territoire d'une entreprise soumise à la directive européenne SEVESO.
Le risque de transport de matières dangereuses sur la commune est lié à sa traversée par des infrastructures routières ou ferroviaires importantes ou la présence d'une canalisation de transport d'hydrocarbures. Un accident se produisant sur de telles infrastructures est en effet susceptible d’avoir des effets graves au bâti ou aux personnes jusqu’à 350 m, selon la nature du matériau transporté. Des dispositions d’urbanisme peuvent être préconisées en conséquence.
La commune est en outre située en aval du barrage de Sainte-Cécile-d'Andorge, un ouvrage de classe A doté d'un PPI. À ce titre elle est susceptible d’être touchée par l’onde de submersion consécutive à la rupture de cet ouvrage.

### Voies de communication et transports

#### Voies de communication
La commune est desservie par les routes départementales D 19, D 792, D 6086 et D 6100 et est située à 3 km, à l'ouest, de la sortie no 23 de l'Autoroute A9, reliant Orange et Le Perthus.

#### Transports

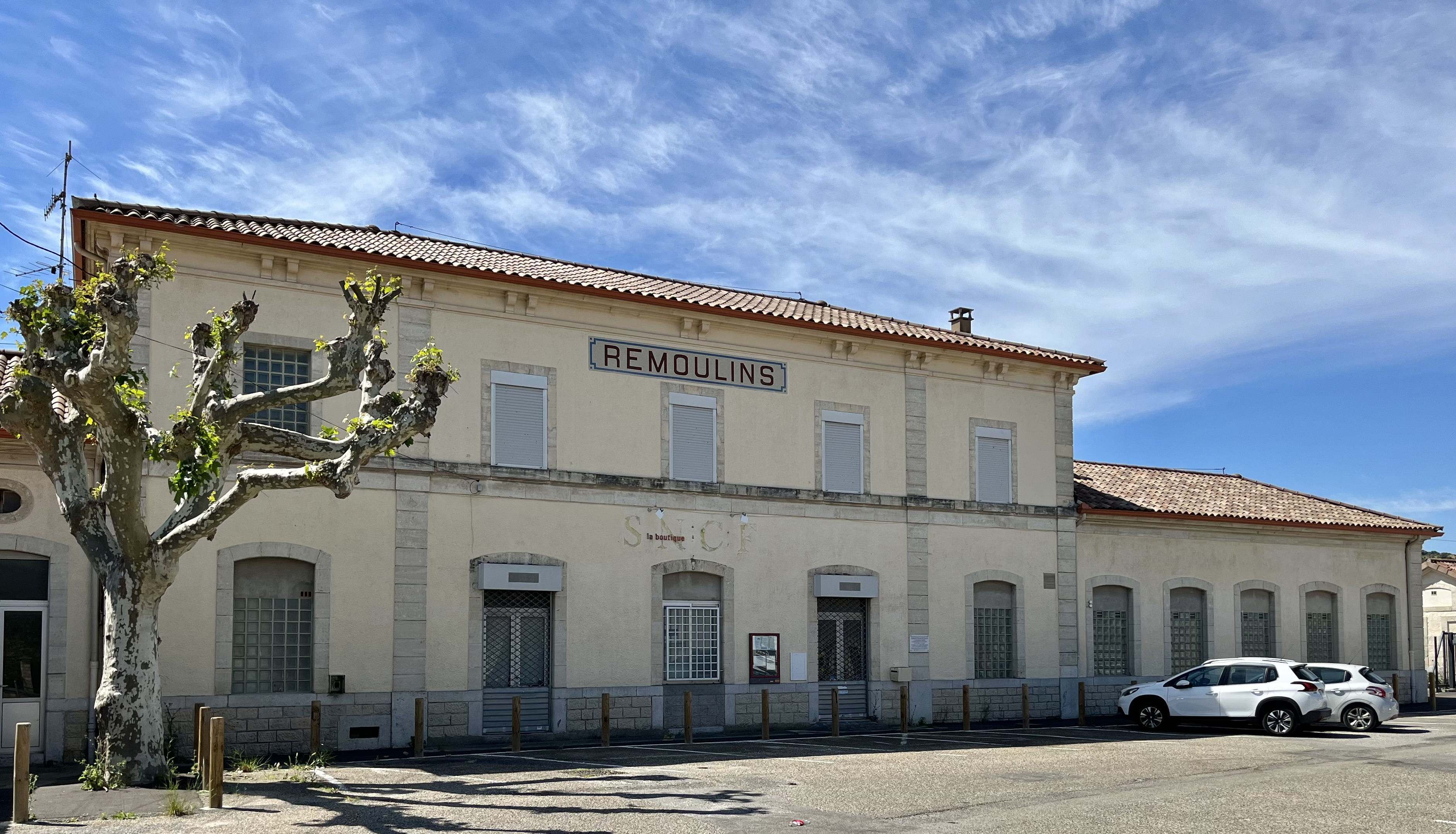
La gare.

La commune est desservie par la ligne de bus 121, du réseau de transport en commun interurbain de la région Occitanie LiO, qui relie Nîmes et Pont-Saint-Esprit.
Sur la commune se trouve la gare de Remoulins - Pont-du-Gard située sur la ligne de Givors-Canal à Grezan. Actuellement fermée aux voyageurs, la gare est desservie uniquement par des trains de fret. Elle est rouverte aux trafic voyageurs pour des dessertes évènementielles, comme en 2019, à l'occasion de la 16e étape du Tour de France, la réouverture complète aux voyageurs est prévue pour 2026.

## Toponymie

### Attestations anciennes
Le nom de la localité est attesté sous les formes Castrum de Remolinis en 1121 ; P. de Remolinis en 1149 ; R. de Remolinis en 1210 ; P. de Remolinis en 1241 ; Locus Remolinarum en 1376 ; Locus de Remolinis en 1383 ; Locus de Remolinis, Uticensis diocesis en 1474 ; Ecclesia Nostræ-Dominæ de Betlhem de Remolinis en 1474 ; Remoulins en 1551 ; La seigneurie de Remolins en 1567 ; Le prieuré Sainct-Martin de Remoullins en 1620 ; La communauté de Remoulins en 1620 ; Remolins en 1694, Remoulins depuis 1793 et 1801.

## Histoire

### Temps préhistoriques
La grotte du Pont du Gard, dite Balme Salpêtrière (Grotte de la Salpêtrière), fut habitée par des tribus contemporaines de l’âge du Renne. La baume Sartanette et le plateau de Mardieul sont habités par des tribus dès l’âge de la Pierre Polie.

### Époque celtique
- IVe siècle av. J.-C. : une tribu de Volques Arécomiques fonde l’oppidum de Mardieul ou Marduel (Oppidum, dit "le Mardieul" ou "Sainte Colombe" avec enceinte de pierres sèches, situé au sommet d'un mamelon à Saint Bonnet)

### Époque gallo-romaine
- IVe siècle av. J.-C. : les Romains s’établissent à Lafoux ou Ste Colombe et construisent le Pont Romain.
- Ier ap.J.-C. : construction du Pont du Gard sous le règne de Claude et de Néron.

### Moyen Âge et temps modernes
- 736 apr. J.-C. : Charles Martel poursuivant les Sarrasins campe avec son armée au camp de Roussin.
- IXe ou Xe siècle : construction de la chapelle Saint-Martin de Ferlières et du moulin de Ferregut.
- XIe siècle : construction des remparts et tours de Remoulins : Tour Bamastière, du Portail, des Escaravats, des Pastis et du Donjon.
- XIIe siècle : construction de l’église paroissiale Notre-Dame-de-Béthléem, élégant édifice roman possédant notamment un grand clocher peigne (désaffectée au début du XIXe siècle avec la construction de la nouvelle église).
- 1140 : Pierre de Remoulins se ligue avec Guillaume de Châteaurenard contre Bérenger-Raimond, comte de Provence.
- 12 avril 1229 : le Comté d’Uzès comprenant Remoulins est réuni par Raymond VII à la couronne de France en vertu du traité de Paris ou de Meaux.
- 11e des Kal. d’octobre 1282 : Raymonde de Remoulins, veuve de Pierre III et aïeule de Pierre IV fils d’Albert de Remoulins vend à Rostaing de Beaumont damoisel de Remoulins une partie de cette seigneurie.
- 1290 : Pierre de Flaux fonde l’hôpital sous le nom de Malautiero ou Maladrerie.
- 7 mars 1290 : Philippe le Bel cède à Bernard III d’Uzès la seigneurie de Remoulins en échange de salins de Pacais.
- 16e des Kal. de juillet 1293 : Raymond Million, seigneur de Saint Privat, cède en emphytéose aux habitants de Remoulins le tènement de la Garogne ou Coasse.

[l'île Garogne, autrement appelée Coasse, situé au-dessous du Pont du Gard et s'étendant à partir du dit Pont jusqu'au lieu appelé la Fons de Saint Bonnet]
- 1296-1298 : St Gérard, fils de Géraud Amic IV, baron de Rochefort, se retire à l’Ermitage de la Valleurière ou Balauzière près du pont du Gard.
- 1350 : Azalaïs de Remoulins, dernière descendante des seigneurs de Remoulins et veuve de Blaise des Arbres, coseigneur d’Aramon, épouse Philippe Bras-Fort, coseigneur de Nîmes et chevalier des Arênes dont l’arrière-petit-fils, Pierre de Bras-Fort meurt sans postérité.
- 21 mars 1356 : réparation des remparts de Remoulins à l’approche des Routiers (Grandes compagnies) et construction des mâchicoulis par les maçons d’Avignon.

[Du Guesclin, dont la rançon avait été fixée à 100 000 livres, se chargea de débarrasser les provinces des grandes compagnies. Le roi l'avait autorisé à employer au besoin toutes les forces du royaume pour les exterminer, car on les savait appuyées par le roi d'Angleterre et le roi de Navarre. Du Guesclin fit demander aux principaux chefs un sauf-conduit et alla les trouver dans les plaines de Chalon-sur-Saône, où ils avaient établi leur quartier général. « La plupart d'entre vous, leur dit-il, ont été autrefois mes compagnons; vous êtes tous mes amis. Vous n'êtes point faits pour ravager et ruiner des provinces, mais pour les conquérir et pour les conserver. Je sais où la nécessité peut porter les hommes les plus vertueux. Je viens vous donner les moyens, en subsistant avec honneur, de combattre avec gloire : l'Espagne presque entière gémit dans les fers des Sarrasins ; vous aimerez mieux être les libérateurs d'un grand peuple que de ruiner une nation entière. Au reste, pour vous aider à faire ce voyage, le roi vous fait don de florins d'or. Nous trouverons peut-être quelqu'un sur la route qui nous en donnera autant, car je prétends être du voyage avec mes amis. Le quelqu'un dont il s’agit était le pape d'Avignon, qu'on se proposait de dévaliser avant d’entrer en Espagne. Les malandrins acceptèrent avec reconnaissance les propositions de Du Guesclin. On le prit pour général en chef, et l'élite de la noblesse de France s'empressa d'aller se ranger sous ses ordres; C'était une sorte de croisade. Arrivée à la hauteur d'Avignon [1365], l'armée demanda au pape l'absolution de ses péchés, plus 200 000 livres. On ne pouvait pas faire moins pour des gens qu'on voulait absoudre. Le pape offrit l'absolution, mais d'argent point. L'incendie des environs d'Avignon décida le souverain pontife à transiger. On convint qu'il donnerait 100 000 livres, lèverait l'excommunication lancée contre les grandes compagnies, et qu'on s'en irait tranquillement, ce qu'on fit, car, au bout de quelques mois, l'année française avait traversé le Languedoc et l'Aragon pour se rendre en Castille Du Guesclin allait défendre le bâtard Henri de Trastamare contre son frère, Pierre le Cruel (Pierre Ier de Castille), roi légitime de Castille]
- 20 décembre 1392 : Raymond de Prohines vend le tènement de la Coasse aux habitants de Remoulins pour 60 livres tournois.
- 10 juin 1435 : Rostaing II Rabasse, fils de Raymond II et petit-fils de Azalaïs de Remoulins fait amende honorable à Robert II d’Uzès, son souverain pour avoir pris à tort le titre de seigneur de Remoulins.
- 24 mars 1449 : traité passé entre les habitants de Remoulins et Jehan d’Uzès, au sujet des droits de pêche et d’épaves sur le Gardon.
- 15 avril 1452 : transaction onéreuse consentie par les habitants de Remoulins en faveur des seigneurs de Saint-Privat au sujet de la Coasse.
- 25 avril 1487 : Anne de Brancas, vicomtesse d’Uzès, vend à Jehan de Laudun le Castel Vieux ou Salvetat, revendu en 1521 à Simone Blanchon, dame de Saint-Privat.
- 23 octobre 1538 : Jehan de Saint-Gelais, évêque d’Uzès, réconcilie (bénit de nouveau) l’église de Béthléem et son cimetière à la suite des meurtres commis dans ce cimetière et cette église par les protestants ayant à leur tête Honorat Faret, seigneur de Saint-Privat.
- 29 novembre 1563 : ordonnance de Montmorency Damville qui interdit aux protestants l’exercice de leur culte dans l’église de Remoulins.
- 12 décembre 1564 : Charles IX de France et sa Cour visitent le Pont du Gard.
- Mai 1565 : lettres patentes de Charles IX qui érigent la vicomté d’Uzès en Duché et la seigneurie de Remoulins en Baronnie.
- Septembre 1567 : la maison claustrale et la chapelle Saint Martin de Ferlières sont ruinées par les protestants de Remoulins.
- 12 février 1587 : Alphonse d’Ornano, colonel des bandes corses, met une garnison dans Remoulins sous les ordres de Danenico ou Danerque, son neveu, qui s’enferme dans la place avec 250 hommes.
- 8 juin-25 juillet 1587 : le maréchal de Montmorency Damville (Henri Ier de Montmorency) assiège Remoulins avec  5 000 hommes pendant 46 jours
- 25 juillet 1587 : trêve signée à Remoulins entre catholiques et protestants.
- 25 avril 1589 : les protestants prennent Remoulins par escalade et passent la garnison au fil de l’épée.
- 1590 : démantèlement de Remoulins à l’exception du Bastion sur le Gardon, la tour des Escaravats et celle du Portail.
- Septembre 1628 : le duc Henri II de Rohan investit Remoulins qui capitule moyennant 3 000 livres de rançon
- 7 juillet 1629 : Paix de Nîmes signée au château de Saint-Privat par les protestants en présence de Louis XIII et du Cardinal de Richelieu.
- 4 septembre 1632 : les troupes du duc d’Elbeuf (Charles II d'Elbeuf) sont mises en déroute près de Remoulins par le maréchal de la Force

[LA FORCE (Jacques-Nompar DE CAUMONT, duc de, maréchal de France, né en 1558, mort en 1652. Il était fils de François de Caumont, qui fut massacré à la Saint-Barthélémy. Lui-même n'échappa à la mort, dans cette circonstance, qu'en feignant d'avoir été frappé, et en se laissant tomber au milieu des cadavres de son père et des autres membres de sa famille. C'est de lui que Voltaire a dit :
De Caumont, jeune enfant, l'étonnante aventure
Ira, de bouche en bouche, à la race future.
Le souvenir de ces scènes affreuses, dont la relation détaillée se trouvait dans un manuscrit, longtemps conservé dans les archives de la maison de La Force, laissa une ineffaçable empreinte dans l'âme du jeune de Caumont ; aussi, lorsque Henri IV se mit à la tête dès protestants, il fut l'un des premiers à se ranger sous ses drapeaux et il se distingua en plusieurs occasions. Lorsque Louis XIII monta sur le trône, il se joignit aux réformés soulevés, et défendit vigoureusement Montauban contre le roi en personne (1621). L'année suivante, il s'empara de Sainte-Foy, et n'en ouvrit les portes à Louis XIII que moyennant une indemnité de 20 000 écus et le bâton de maréchal. Tous ces chefs de parti grands seigneurs ne se piquaient pas, comme on sait, d'être incorruptibles. Envoyé en Piémont, il prit Saluées en 1630 et battit les Espagnols à Carignan. De 1631 à 1633, il envahit plusieurs fois la Lorraine, se distingua encore dans d'autres campagnes en Allemagne, et fut créé duc et pair en 1637. À l'âge de quatre-vingt-dix ans, il se remaria; et ce vieux habitué des guerres civiles se déclara pour le prince de Condé ; il mourut peu de temps après. Jacques de Caumont eut huit fils, dont quelques-uns se distinguèrent dans les armées. Il avait laissé des mémoires qui restèrent longtemps inédits. Ils n'ont été publiés que de nos jours par le marquis de Lagrange, sous ce "titre ; Mémoires authentiques de Jacques-Nompar de Caumont, duc de La Force, maréchal de France, et de ses deux fils, les marquis de Montpouillan et de Castelnau, (Paris, 1843, 4 vol. in-8).]
- 16 septembre 1632 : Louis XIII venant d’Uzès couche à Saint-Privat en allant prendre les eaux de Meynes.
- 1620-1640 : construction du château de Rabasse par Charles Ier Faret, seigneur de Saint-Privat, Fournès et Jalon.
- 1660 : pose de la cloche de l’ancienne église fournie par les chanoines de St Didier d’Avignon, prieurs de Remoulins.
- 11 novembre 1707 : réconciliation de la chapelle de St Martin de Ferlière ruinée par les protestants en 1567.
- 31 août 1720 : Mehémet Effendi, ambassadeur du sultan Ahmet III, couche à Remoulins.
- 1743-1747 : construction du pont moderne accolé au Pont du Gard, par l’ingénieur Pitot d’Aramon[35]. Un jeton commémoratif en argent de cette construction est frappé par les États de Languedoc à l'achèvement des travaux en 1747.
- 1788 : construction de la grande route d’Avignon dont les remblais recouvrent l’ancienne source Marnèje.
- 1788-1789 : construction du nouveau presbytère.
- 11 novembre 1791 : bagarre à St Martin par l’arrivée de Charles François Delormes, curé constitutionnel.
- 14 septembre 1792 : Pierre Rebuffat, curé de Remoulins, s’embarque à Aigues-Mortes sur la tartane St Joseph et émigre en Italie.
- 1811-1817 : construction de la nouvelle église de style "néoclassique" sur l’emplacement du cimetière de l’Hôpital ou des Étrangers. Le clocher-horloge sera édifié quelques années plus tard et surmonté d'un très élégant campanile en fer forgé renfermant la cloche des heures.
- 1828 : après une enquête publique qui a entraîné des remarques des habitants, la concession du pont a été adjugée le 7 octobre à MM. Jules et Marc Seguin, Montgolfier d'Annonay.
- L'ordonnance royale du 26 mars 1829 accorde la construction et la concession pour 98 ans des ponts suspendus de Beaucaire à Tarascon sur le Rhône et de Remoulins sur le Gardon aux sieurs Jules Seguin et Mongolfier d'Annonay. La construction a été faite suivant les principes définis par Marc Seguin[36]

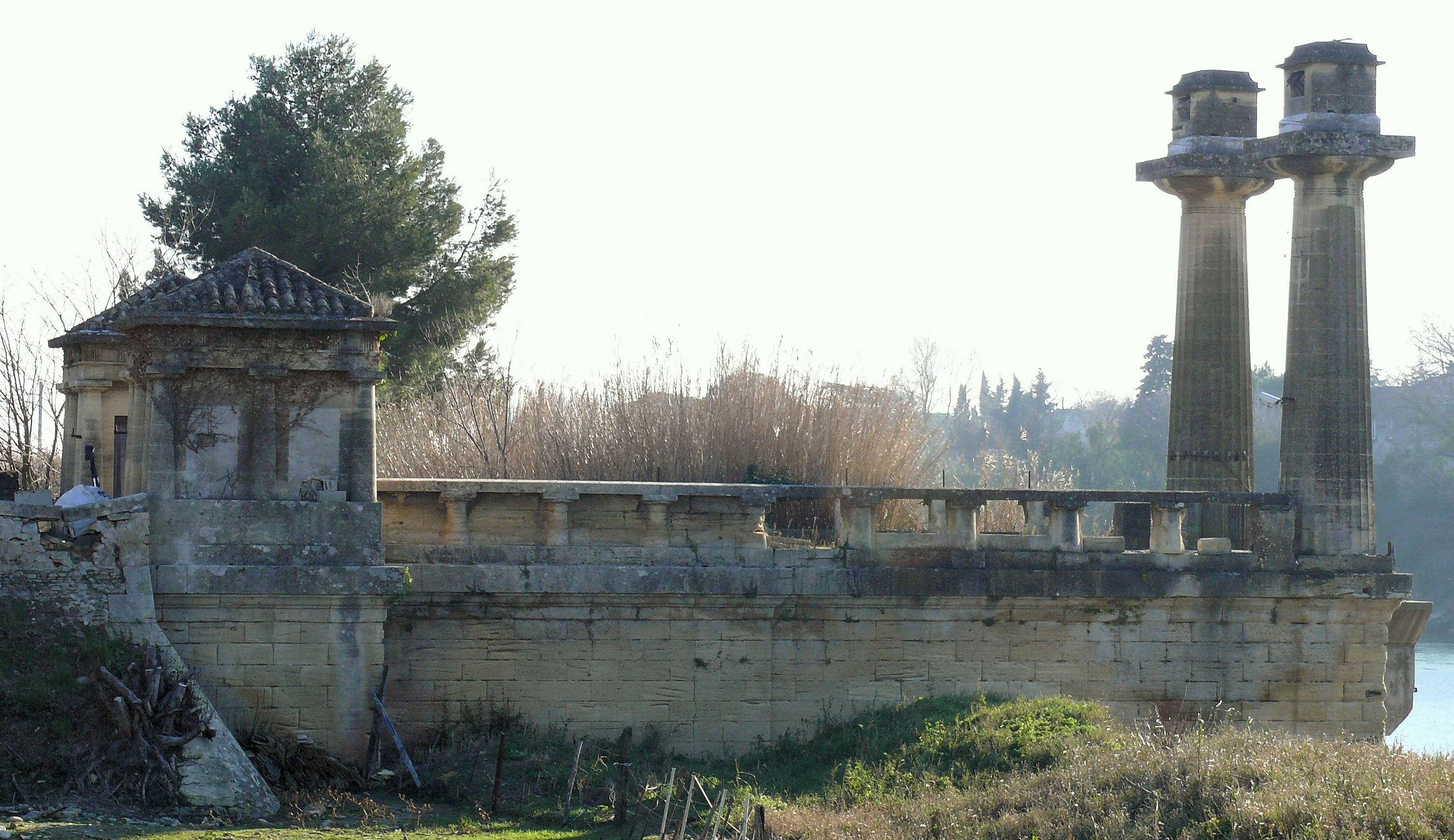
Vestiges du pont suspendu de 1830 en rive gauche.

- 1830 : construction du pont suspendu sous la direction de l’ingénieur Seguin avec des pylônes et guérites de style néoclassique « dorique grec ». Après les épreuves du pont faites en mai avec une charge de 200 kg/m2, le préfet du Gard autorise l'exploitation du pont le 5 juin 1830 : Messieurs Jules Seguin, Montgolfier et Compagnie, concessionnaires des ponts de Beaucaire et de Remoulins, sont et demeurent autorisés à ouvrir au public ce dernier pont, comme aussi à percevoir les produits de péage sur ce même pont tels qu'ils sont fixés par le tarif annexé à l'Ordonnance Royale sus relatée ; et ce à partir du 6 juin courant au lever du soleil pour ces passages et perceptions être continuer pendant quatre vingt dix huit ans à partir du dit jour.

Portée du pont : 120 m
Largeur du tablier en bois entre garde-corps : 4,30 m
Largeur de chaussée : 2,70 m
Largeur des trottoirs : 0,80 m
- 1834 : construction de la tour de l’Horloge sous la direction de M. Pralong, agent voyer [agent des Ponts et Chaussées chargé de surveiller l'état des voies de communication des villes] de l’arrondissement d’Uzès.
- 1847 : érection de la Croix de Mission au pied de la Tour des Escaravats.
- 1850 : à la suite de l'accident du pont de la Basse-Chaîne d'Angers le 24 mai 1850, des contrôles sont faits sur le pont de Remoulins pendant l'été. Le concessionnaire est autorisé à en continuer l'exploitation.
- 1853-1857 : travaux de réparation du Pont du Gard sous la direction de Charles Questel et Charles Laisné, architectes.
- 1857 : en décembre, les Remoulinois obtiennent la gratuité de l'usage du pont suspendu qui était prévue sur le contrat de concession.
- 1859 : érection du monument de l’Immaculée Conception par M. Henri Révoil, architecte.
- 1901 : premier avant-projet pour un nouveau pont. D'autres projets vont être étudiés en faisant varier l'emplacement du nouveau pont et sa structure. À partir de 1928, l'ingénieur des Ponts et Chaussées s'inquiète de l'état du pont qui voit passer 272 véhicules par jour.
- Grande guerre : Présence de réFugiés Lorrains dont les villages étaient situés près du front.
- 1928 : en février, le passage d'un camion de 5 tonnes entraîne des déformations permanentes du tablier du pont. Les autorités décident en 1930 de reconstruire le pont. Une commission est nommée en novembre 1932 pour choisir le projet de nouveau pont. Le 11 mai 1934, la commission choisit le projet pont suspendu de l'entreprise Baudin. Seule la travée centrale est suspendue.
- 1935 - 1937 : le chantier de construction du nouveau pont commence en juin. Les épreuves sont réalisées en juillet 1937. Le pont est ouvert au trafic le 31 juillet 1937.

Portées des travées : 25,50 m - 122,50 m - 25,50 m
Largeur du tablier entre garde-corps : 8 m
Largeur de la chaussée : 6 m
Surcharges de calcul : 500 kg/m²
Coût de la construction : 3 088 438 francs
- 1938 : le tablier du pont suspendu des frères Seguin est démonté.
- 1939 : 30 décembre, les colonnes doriques et les pavillons du péage sont classés à l'Inventaire supplémentaire des Monuments historiques.
- 1958 : une suite de crues va entraîner la ruine du pont. Celle du 30 septembre a atteint le niveau de 24,59 NGF, soit une côte de 8,20 m. Une autre le 2 octobre. Celle de la nuit du 4 au 5 octobre entraîne, à 4 heures du matin, un tassement de 1 m du massif de fondation de 5 175 tonnes, un mouvement de la culée amenant une torsion du tablier central. La circulation est interdite sur le pont. Auparavant il passait environ 1 600 000 véhicules par an.
- 1959 : l'importance du pont pour l'économie locale a conduit à construire un pont Bailey provisoire de quatre travées et de 128,70 m de longueur totale au droit de l'ancien pont suspendu. Le projet étant dessiné le 4 février, le pont provisoire est mis en service le 25 mars 1959. Ce pont provisoire est démonté à la fin de 1961.
- 1959 : Des opérations de remise en état du pont suspendu sont faites en 1959. Le pont est remis en service le 16 avril 1960.

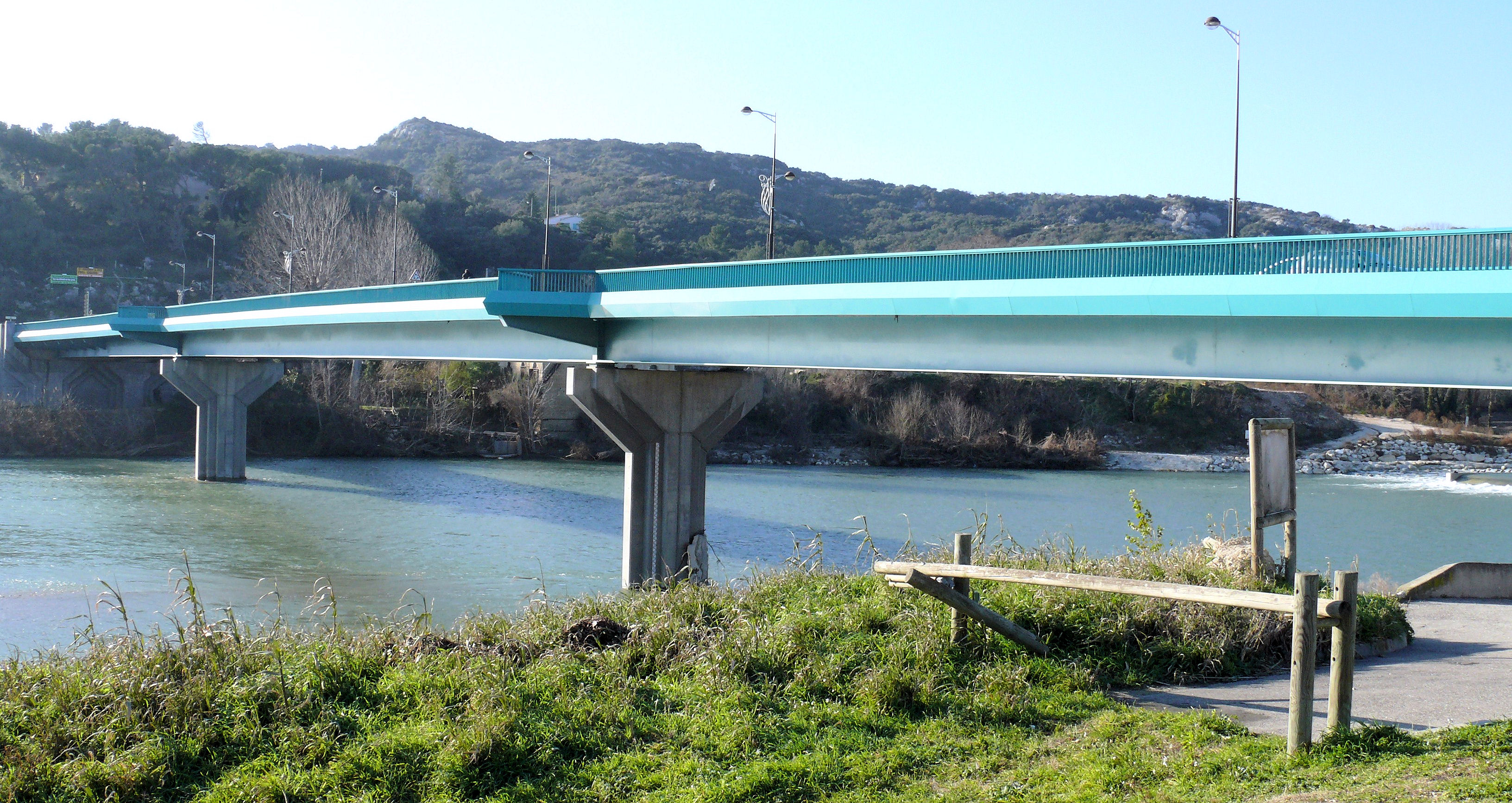
Pont sur le Gardon.

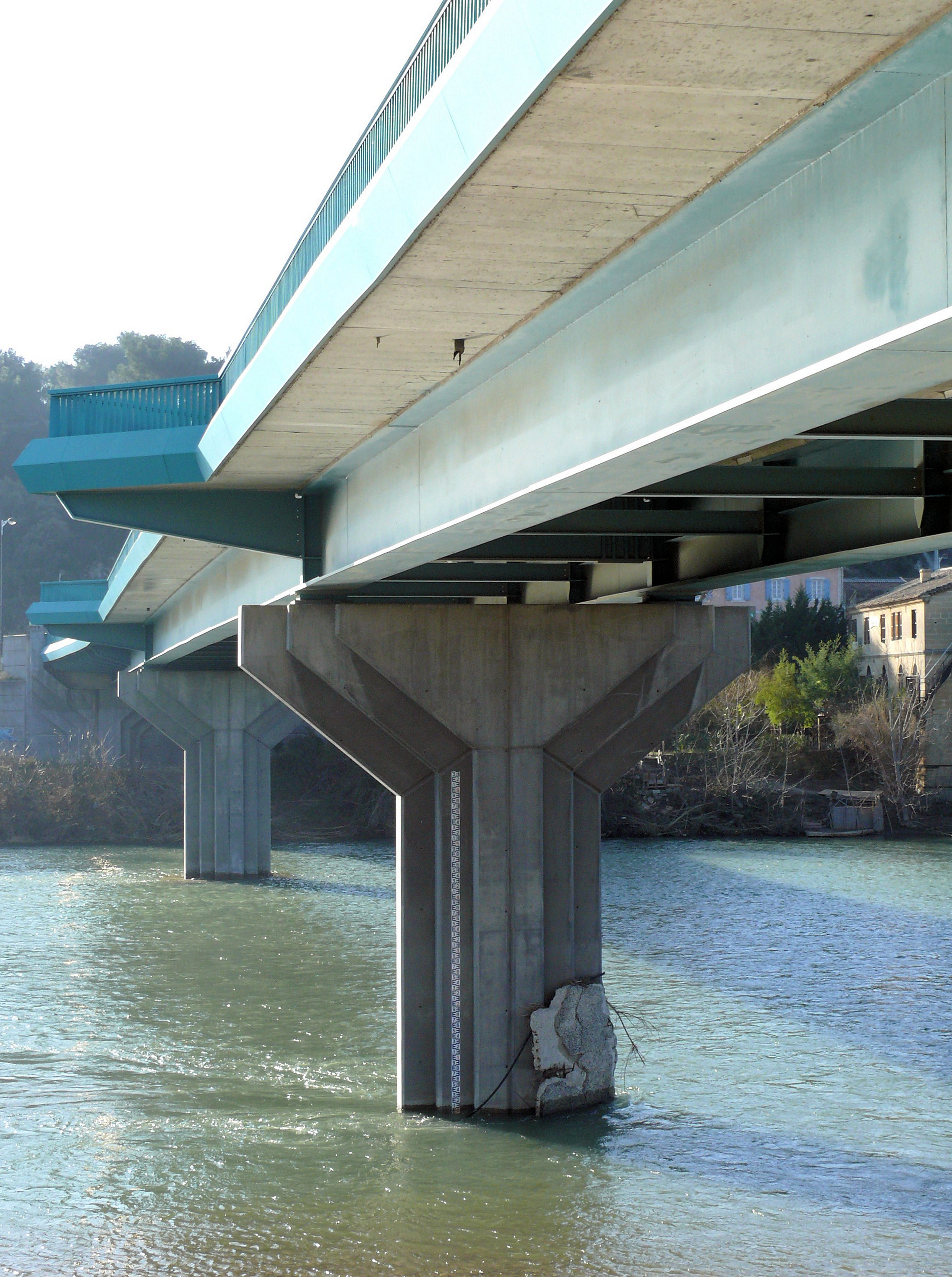
Pont sur le Gardon.

- 1985 : l'effondrement du pont suspendu de Sully-sur-Loire a conduit à une enquête qui a déduit qu'il était dû à la mauvaise qualité de l'acier fabriqué après la Seconde guerre mondiale. Ce même acier ayant servi pour reconstruire le nouveau pont suspendu. Il est placé sous haute surveillance en 1986.
- 1988 : 24 juin, décision de reconstruire le pont.
- 1993 - 1994 : les entreprises Chantiers Modernes et Eiffel sont déclarées adjudicataires le 15 décembre 1992. Le marché du nouveau pont est signé au début en 1993 et l'ordre de service de commencer les travaux le 26 avril 1993. Les travaux de construction sont terminés à la fin de 1994. L'ouvrage est du type pont bi-poutre mixte acier-béton à trois travées :

Portées : 51 m - 66 m - 47 m
Largeur totale du tablier : 11,30 m passant à 16,12 m au droit des piles
Largeur de chaussée : 7,50 m
Deux trottoirs de largeur 1,45 m
Malgré une hauteur plus importante du tablier que les deux premiers ponts suspendus, le tablier du nouveau pont subit plusieurs chocs (troncs d'arbres notamment) durant la crue du 9 septembre 2002.

## Politique et administration

### Élections municipales et communautaires

#### Liste des maires
| Période                                  | Période      | Identité           | Étiquette | Qualité |
| ---------------------------------------- | ------------ | ------------------ | --------- | --- |
| 18.                                      | 18.          | Alexandre Fabre    |           | Notaire Conseiller général du canton de Remoulins (1833 → 1842) Chevalier de la Légion d'honneur                                     |
| Les données manquantes sont à compléter. |              |                    |           | |
| 1893                                     | 1908         | Laurent Busquet    | Rad.      | Propriétaire Conseiller général du canton de Remoulins (1900 → 1910)                                                                 |
| 1908                                     | 1929         | Amédée Gazagne     | Rad.      | Propriétaire Conseiller général du canton de Remoulins (1910 → 1928)                                                                 |
| Les données manquantes sont à compléter. |              |                    |           | |
| avant 1988                               | mars 2001    | René Plan          | PS        | Conseiller général du canton de Remoulins (1988 → 1994)                                                                              |
| mars 2001                                | juillet 2020 | Gérard Pedro       | PS        | Retraité de la fonction publique Président de la CC du Pont du Gard (? → 2014) Vice-président de la CC du Pont du Gard (2014 → 2020) |
| juillet 2020                             | En cours     | Nicolas Cartailler | SE        | Chef de projet |
| Les données manquantes sont à compléter. |              |                    |           | |

## Équipements et services publics
La commune est située dans l'académie de Montpellier et dépend, pour les vacances scolaires, de la zone C.
Elle administre l'école maternelle et l'école élémentaire René Cassin.
Le département gère le collège Voltaire.

## Population et société

### Démographie
L'évolution du nombre d'habitants est connue à travers les recensements de la population effectués dans la commune depuis 1793. Pour les communes de moins de 10 000 habitants, une enquête de recensement portant sur toute la population est réalisée tous les cinq ans, les populations de référence des années intermédiaires étant quant à elles estimées par interpolation ou extrapolation. Pour la commune, le premier recensement exhaustif entrant dans le cadre du nouveau dispositif a été réalisé en 2008.

En 2022, la commune comptait 2 268 habitants, en évolution de −1,52 % par rapport à 2016 (Gard : +2,97 %, France hors Mayotte : +2,11 %).
| 1793 | 1800 | 1806 | 1821  | 1831  | 1836  | 1841  | 1846  | 1851  |
| ---- | ---- | ---- | ----- | ----- | ----- | ----- | ----- | ----- |
| 884  | 884  | 947  | 1 192 | 1 219 | 1 305 | 1 370 | 1 370 | 1 444 |

| 1856  | 1861  | 1866  | 1872  | 1876  | 1881  | 1886  | 1891  | 1896  |
| ----- | ----- | ----- | ----- | ----- | ----- | ----- | ----- | ----- |
| 1 507 | 1 403 | 1 425 | 1 452 | 1 380 | 1 477 | 1 350 | 1 375 | 1 323 |

| 1901  | 1906  | 1911  | 1921  | 1926  | 1931  | 1936  | 1946  | 1954  |
| ----- | ----- | ----- | ----- | ----- | ----- | ----- | ----- | ----- |
| 1 362 | 1 345 | 1 279 | 1 247 | 1 221 | 1 269 | 1 301 | 1 302 | 1 468 |

| 1962  | 1968  | 1975  | 1982  | 1990  | 1999  | 2006  | 2008  | 2013  |
| ----- | ----- | ----- | ----- | ----- | ----- | ----- | ----- | ----- |
| 1 510 | 1 752 | 1 898 | 1 845 | 1 771 | 1 996 | 2 296 | 2 381 | 2 330 |

| 2018  | 2022  | - | - | - | - | - | - | - |
| ----- | ----- | - | - | - | - | - | - | - |
| 2 259 | 2 268 | - | - | - | - | - | - | - |

### Manifestations culturelles et festivités
Outre la visite du Pont du Gard, Remoulins est une ville vivante où se mêlent manifestations Taurines, Visites culturelles et historique et les activités de pleine nature.

### Sports et loisirs

#### Sports
Une base proposant de la location de canoës et de vélos se trouve en bordure de rivière.
La spéléologie est également accessible aux petits et grands.

#### Loisirs
Remoulins est un lieu de randonnée pédestre où les sentiers de grande randonnée GR 6, qui fait partie, à cet endroit, du Sentier européen E7, et GR 63 se croisent.

## Économie

### Revenus
En 2018  (données Insee publiées en septembre 2021), la commune compte 1 001 ménages fiscaux, regroupant 2 255 personnes. La médiane du revenu disponible par unité de consommation est de 18 540 € (20 020 € dans le département). 38 % des ménages fiscaux sont imposés (43,9 % dans le département).

### Emploi
|                | 2008   | 2013   | 2018   |
| -------------- | ------ | ------ | ------ |
| Commune        | 12,1 % | 15,7 % | 14,7 % |
| Département    | 10,6 % | 12 %   | 12 %   |
| France entière | 8,3 %  | 10 %   | 10 %   |

En 2018, la population âgée de 15 à 64 ans s'élève à 1 343 personnes, parmi lesquelles on compte 76,6 % d'actifs (62 % ayant un emploi et 14,7 % de chômeurs) et 23,4 % d'inactifs,. Depuis 2008, le taux de chômage communal (au sens du recensement) des 15-64 ans est supérieur à celui de la France et du département.
La commune fait partie de la couronne de l'aire d'attraction de Nîmes, du fait qu'au moins 15 % des actifs travaillent dans le pôle,. Elle compte 1 194 emplois en 2018, contre 1 460 en 2013 et 1 685 en 2008. Le nombre d'actifs ayant un emploi résidant dans la commune est de 859, soit un indicateur de concentration d'emploi de 139 % et un taux d'activité parmi les 15 ans ou plus de 58,1 %.
Sur ces 859 actifs de 15 ans ou plus ayant un emploi, 237 travaillent dans la commune, soit 28 % des habitants. Pour se rendre au travail, 83,9 % des habitants utilisent un véhicule personnel ou de fonction à quatre roues, 2,4 % les transports en commun, 8,6 % s'y rendent en deux-roues, à vélo ou à pied et 5 % n'ont pas besoin de transport (travail au domicile).

### Activités hors agriculture

#### Secteurs d'activités
333 établissements sont implantés  à Remoulins au 31 décembre 2019. Le tableau ci-dessous en détaille le nombre par secteur d'activité et compare les ratios avec ceux du département,.
| Secteur d'activité                                                                                        | Commune | Commune | Département |
| Secteur d'activité                                                                                        | Nombre  | %       | %           |
| --- | ------- | ------- | ----------- |
| Ensemble                                                                                                  | 333     | 100 %   | (100 %)     |
| Industrie manufacturière, industries extractives et autres                                                | 26      | 7,8 %   | (7,9 %)     |
| Construction                                                                                              | 52      | 15,6 %  | (15,5 %)    |
| Commerce de gros et de détail, transports, hébergement et restauration                                    | 108     | 32,4 %  | (30 %)      |
| Information et communication                                                                              | 2       | 0,6 %   | (2,2 %)     |
| Activités financières et d'assurance                                                                      | 13      | 3,9 %   | (3 %)       |
| Activités immobilières                                                                                    | 18      | 5,4 %   | (4,1 %)     |
| Activités spécialisées, scientifiques et techniques et activités de services administratifs et de soutien | 40      | 12 %    | (14,9 %)    |
| Administration publique, enseignement, santé humaine et action sociale                                    | 52      | 15,6 %  | (13,5 %)    |
| Autres activités de services                                                                              | 22      | 6,6 %   | (8,8 %)     |

Le secteur du commerce de gros et de détail, des transports, de l'hébergement et de la restauration est prépondérant sur la commune puisqu'il représente 32,4 % du nombre total d'établissements de la commune (108 sur les 333 entreprises implantées  à Remoulins), contre 30 % au niveau départemental.

#### Entreprises et commerces
Les cinq entreprises ayant leur siège social sur le territoire communal qui génèrent le plus de chiffre d'affaires en 2020 sont : 
- Promozone, commerce de gros (commerce interentreprises) de fournitures et équipements divers pour le commerce et les services (3 006 k€)
- Atelier La Trouvaille, autres commerces de détail spécialisés divers (882 k€)
- Residence Le Pont Du Gard, hébergement touristique et autre hébergement de courte durée (713 k€)
- Remouline, boulangerie et boulangerie-pâtisserie (661 k€)
- A & L, conseil pour les affaires et autres conseils de gestion (623 k€)

Remoulins est au centre d'un réseau routier, ferré et touristique. Sa démographie n'est pas liée à son activité économique. Le village compte plus de 50 associations très dynamiques. Le village est le point central d'une grande activité économique et associative.
Si le tourisme est l'activité économique principale de la commune, elle compte également une culture industrielle avec l'usine Vitembal.
2 boulangeries
2 grandes surfaces
2 pharmacies
1 bureau de tabac
+ de 50 hôtels et hébergements de qualité
+ de 50 points de restauration

### Agriculture
|               | 1988 | 2000 | 2010 | 2020 |
| ------------- | ---- | ---- | ---- | ---- |
| Exploitations | 32   | 28   | 13   | 9    |
| SAU (ha)      | 617  | 461  | 222  | 119  |

La commune est dans la vallée du Rhône, une petite région agricole occupant la frange est du département du Gard. En 2020, l'orientation technico-économique de l'agriculture  sur la commune est la viticulture. Neuf exploitations agricoles ayant leur siège dans la commune sont dénombrées lors du recensement agricole de 2020 (32 en 1988). La superficie agricole utilisée est de 119 ha,,.

## Culture locale et patrimoine

### Lieux et monuments

#### Monuments historiques
La commune est riche de six monuments historiques :
- les vestiges de l'aqueduc de Nîmes, datant du milieu du Ier siècle. Les vestiges archéologiques de l'aqueduc de Nîmes et les parcelles traversées ou bordées par son tracé font l’objet d’une inscription au titre des monuments historiques depuis le 13 janvier 1998[47] ;
- L'aqueduc gallo-romain, au lieu-dit les Bois. L'arche de la Combe Pradier fait l’objet d’un classement au titre des monuments historiques depuis le 17 mai 1979, les culées de l'arche de la Combe Joseph et l'arche de la Combe Roussière font l’objet d’une inscription au titre des monuments historiques depuis le 17 mai 1979[48] ;
- l'ancienne église Notre-Dame-de-Bethléem de Remoulins et tour dite des Gardes, datant du XIIe siècle. L'ancienne église et tour qui la jouxte font l’objet d’une inscription au titre des monuments historiques depuis le 17 mai 2000[49] ;
- le château de Rabasse, datant du premier quart du XVIIe siècle. Le bâtiment fait l’objet d’une inscription au titre des monuments historiques depuis le 30 mai 1996[50] ;
- la porte de ville fortifiée, datant du Moyen Âge, fait l’objet d’une inscription au titre des monuments historiques depuis le 6 décembre 1949[51] ;
- l'ancien pont suspendu dont ne subsistent, sur chaque rive, que la culée composée de deux colonnes doriques et les maisons de gardiens, fait l’objet d’une inscription au titre des monuments historiques depuis le 30 décembre 1939[52] ;

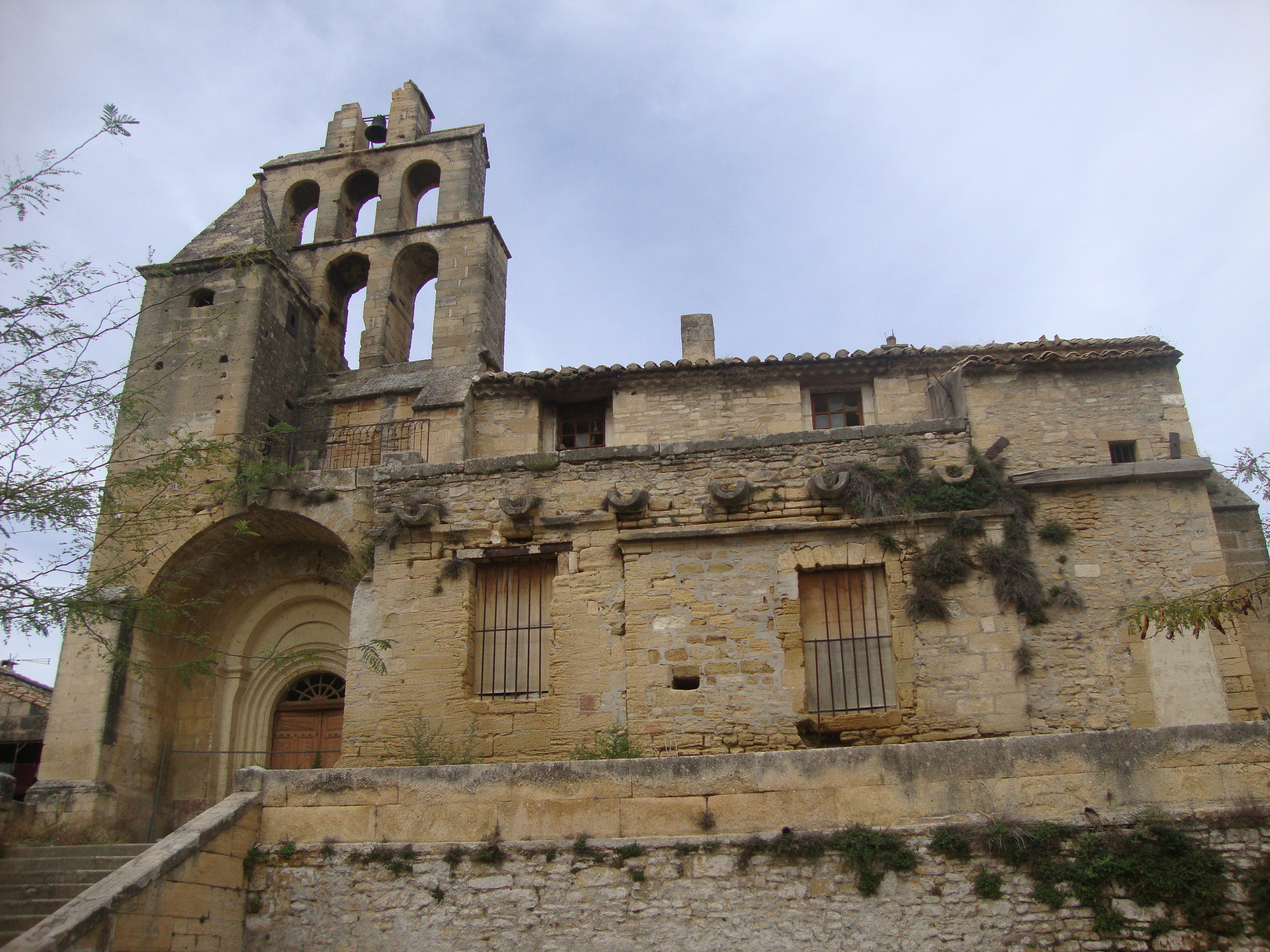
L'ancienne église Notre-Dame-de-Bethléem de Remoulins.
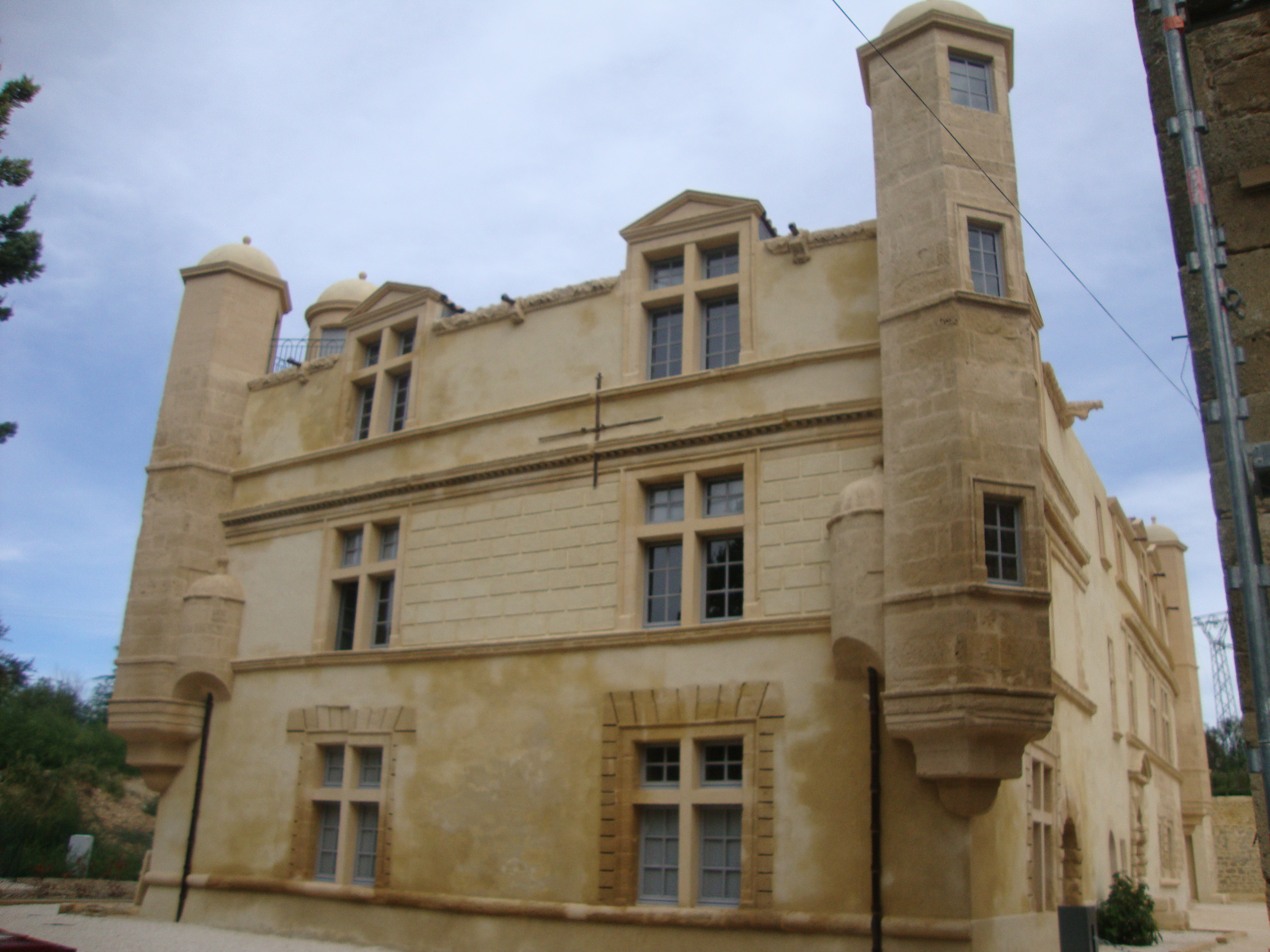
Le château de Rabasse.
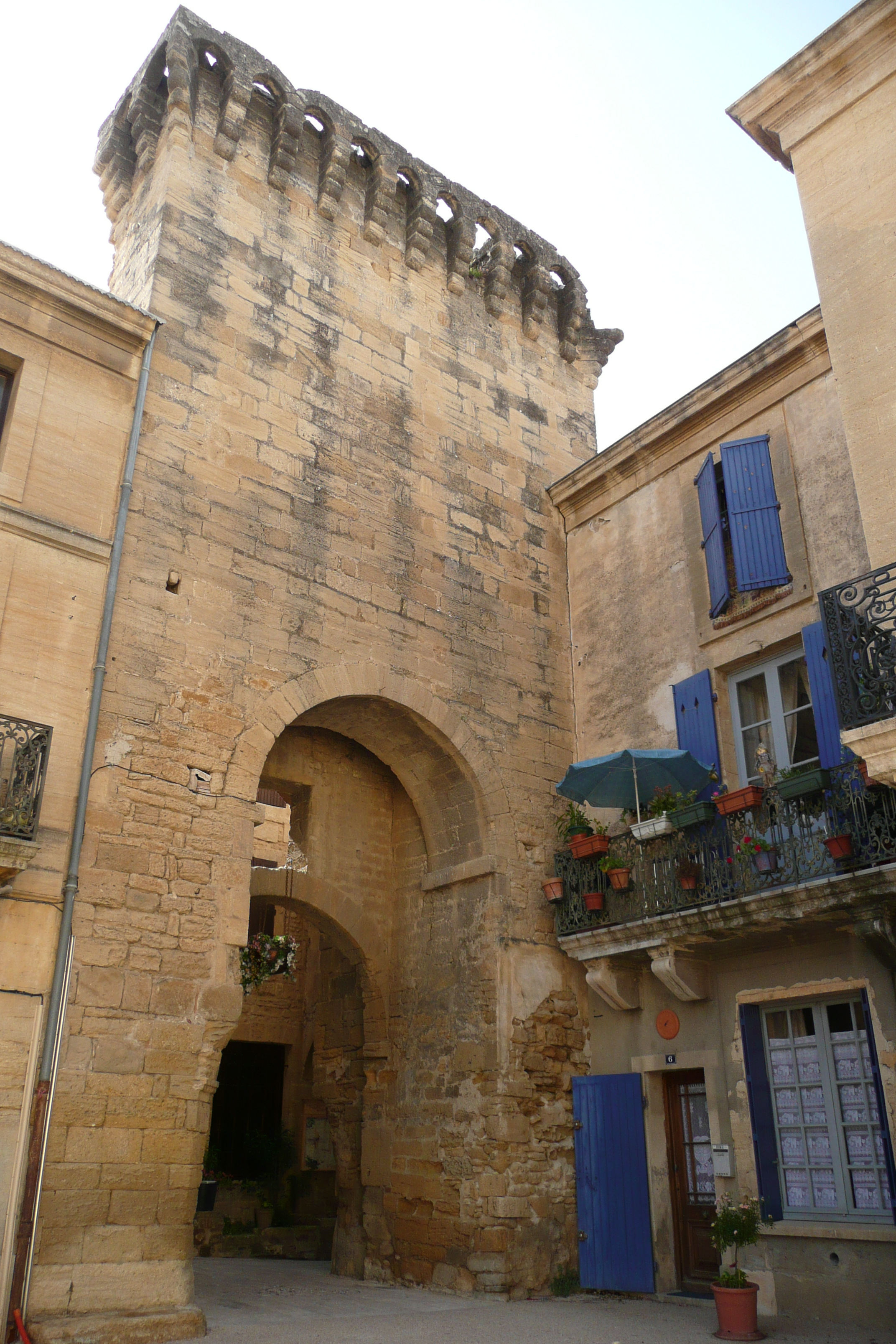
La porte de ville fortifiée.
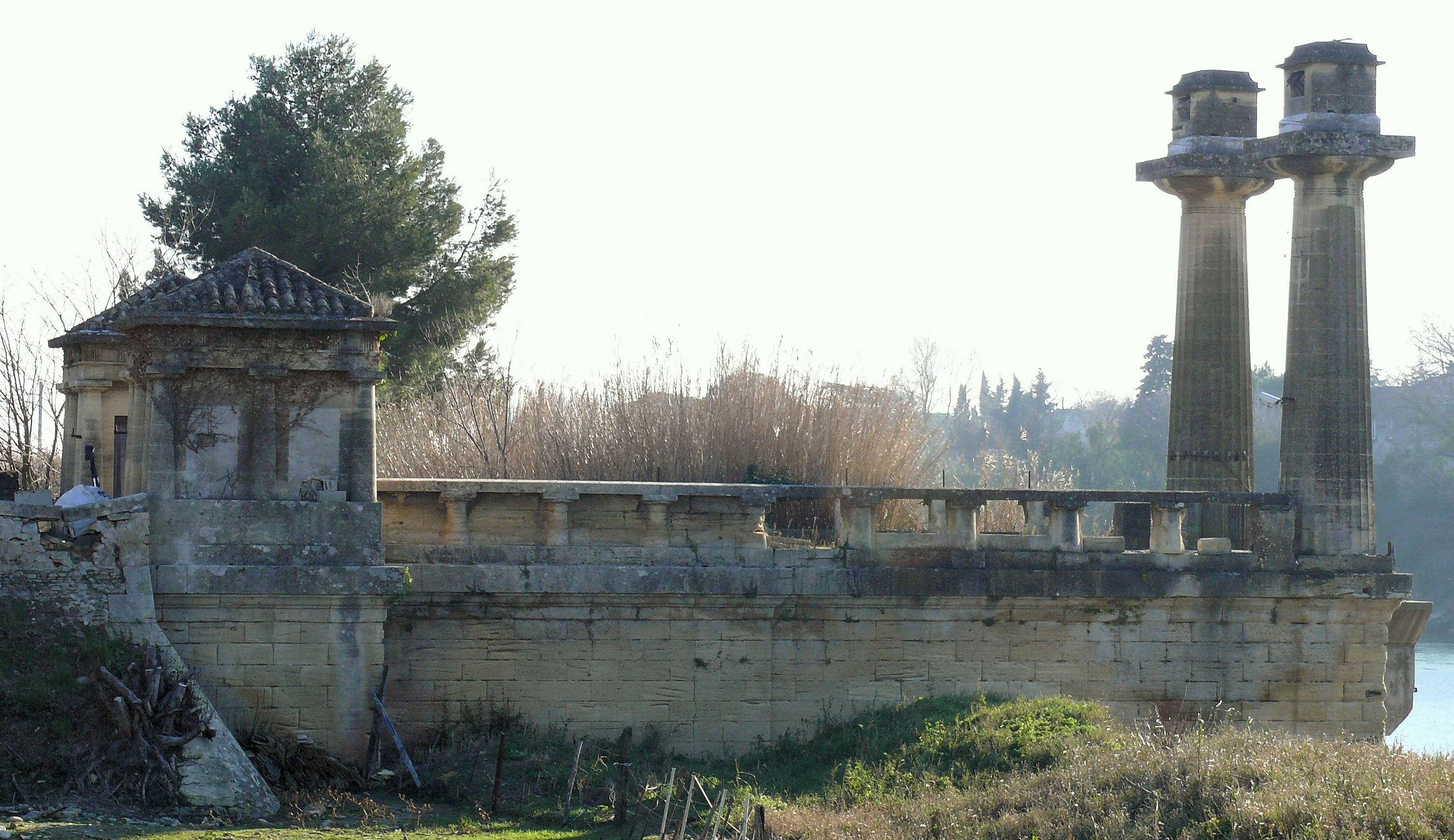
L'ancien pont suspendu.

#### Autres lieux et monuments
La commune compte également un petit patrimoine riche avec les vestiges du Pont Seguin réhabilités en 2015, le vieux village, la porte des Escaravats…
- L'ancienne porte de ville.
- L'église Notre-Dame-et-Saint-Martin de Remoulins. Orgues de l'église construites par Prosper-Antoine Moitessier en 1851, restaurées par Jacques Nonnet[53] et inaugurées en 2007.
- La chapelle Saint-Martin de Remoulins.
- Moulins à huile d'olive et à farine de Pierre Celon construits au milieu XIXe siècle[54].
- La grotte de la Salpêtrière.
- La grotte de la Sartanette.

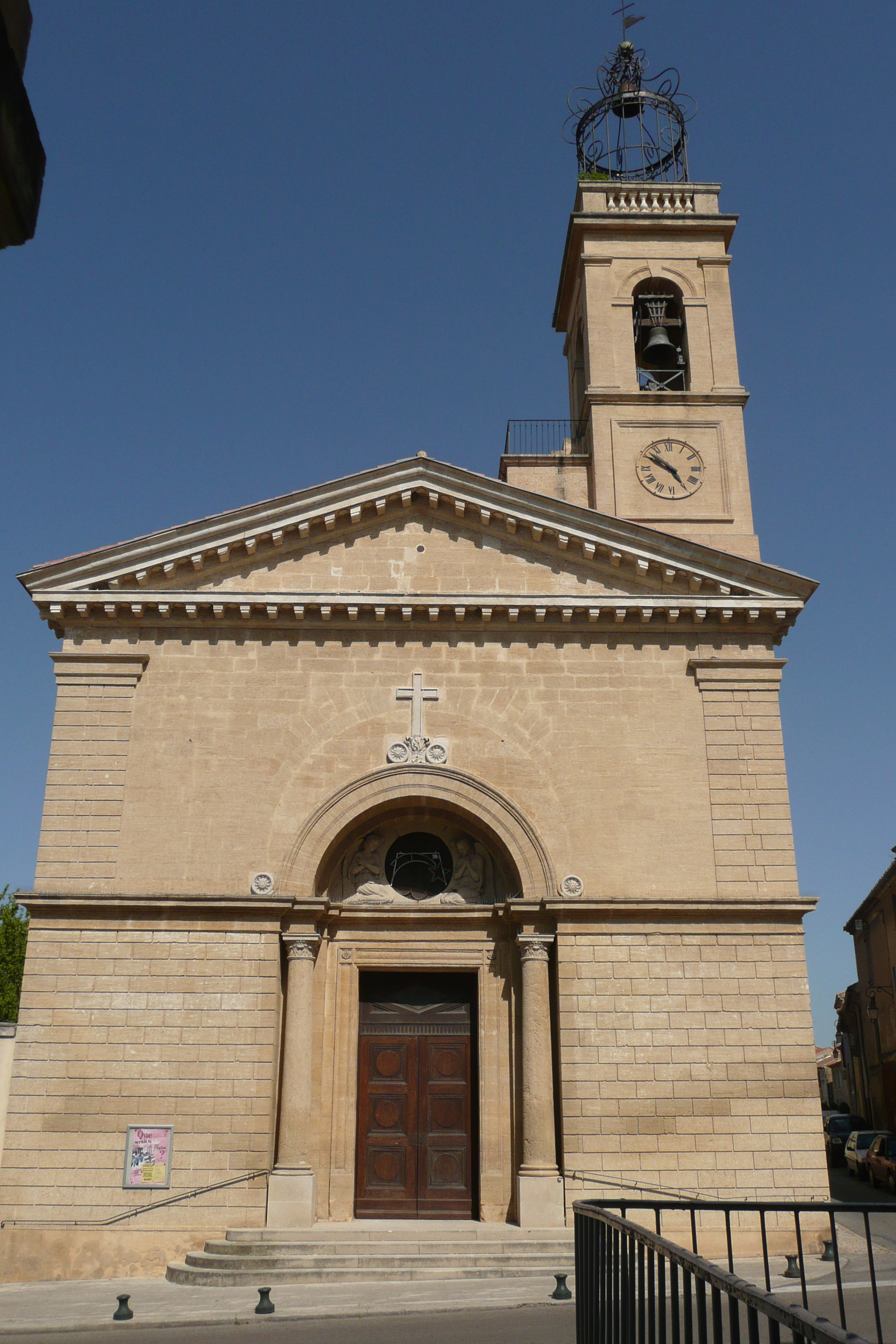
L'église Notre-Dame-et-Saint-Martin de Remoulins.
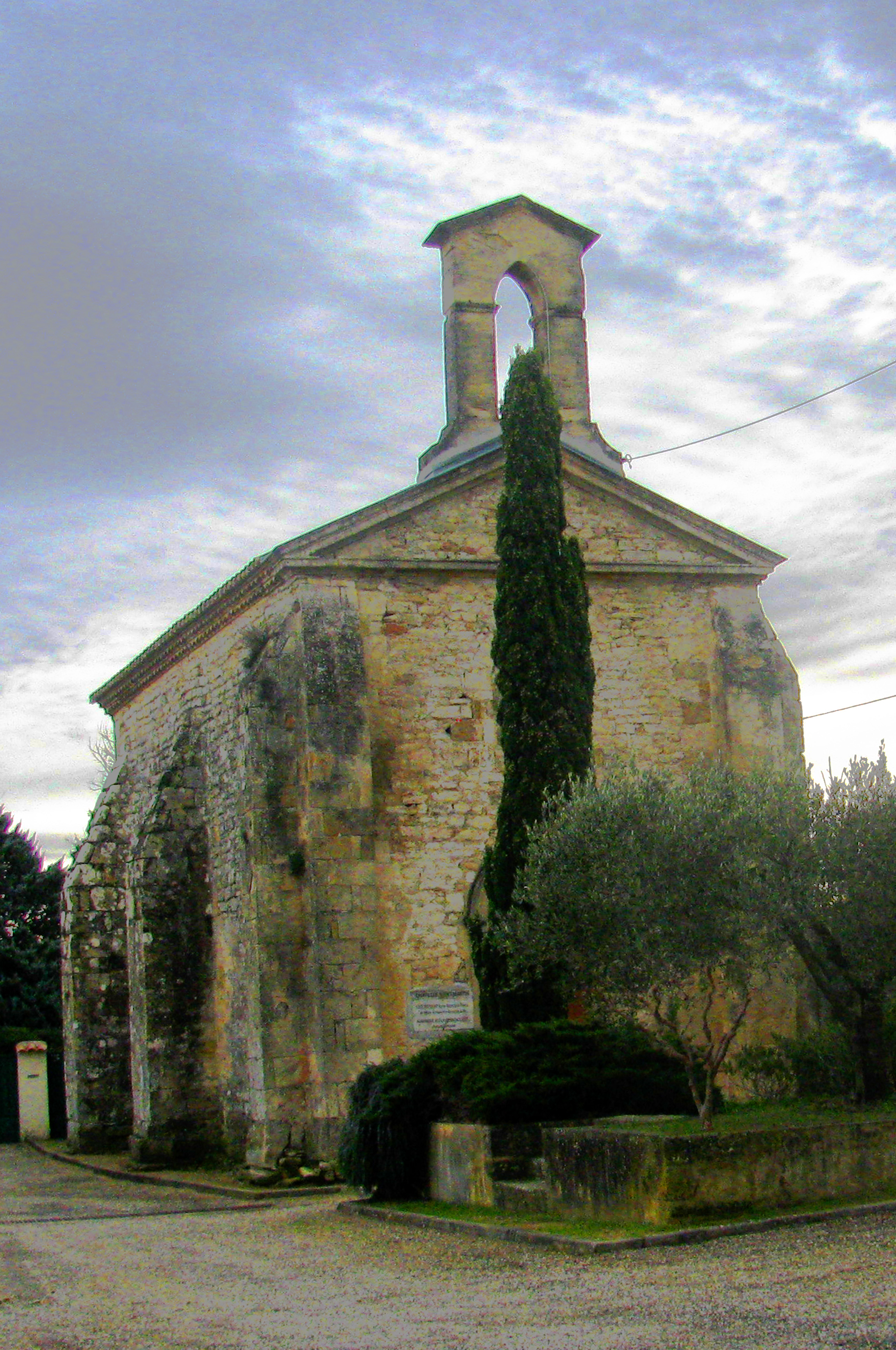
La chapelle Saint-Martin de Remoulins.

### Tourisme
De nombreux hébergements sont disponibles dont deux campings quatre étoiles.

### Personnalités liées à la commune
- Ferdinand Gazagne, né à Remoulins en 1815, fut sénateur et conseiller général du Gard.
- Albert Truphémus (1873-1948), écrivain, y naquit.

### Héraldique
| Blason de Remoulins | Blason  | De gueules à l'ormeau arraché de sinople accosté de deux tours d'or, ouvertes, ajourées et maçonnées de sable, le fût de l'arbre accosté des inscriptions REMO et ULIN en lettres capitales de sable, posées en fasce entre chaque tour et l'arbre. |
| Blason de Remoulins | Détails | Le statut officiel du blason reste à déterminer. |